# 弗里德里希·黑贝尔

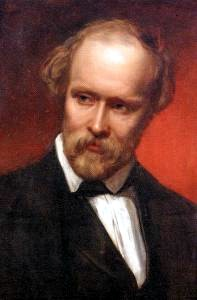
黑贝尔画像

弗里德里希·黑贝尔（德語：Christian Friedrich Hebbel，1813年3月18日—1863年12月13日），德国剧作家，诗人。其作品擅长处理复杂的心理问题，代表作有《吉格斯和他的指环》（Gyges und sein Ring），也是德国19世纪最伟大的悲剧作家。